# Christian Braun
Christian Nicholas Braun (Burlington, 2001. április 17. –) amerikai kosárlabdázó, aki a Denver Nuggets játékosa a National Basketball Associationben (NBA).
Középiskolásként három állami bajnoki címet nyert el, végzős szezonjában közel 28 pontos dupla-duplát átlagolt. 2022. április 4-ét az iskola Christian Braun Napként ünnepli. Egyetemen a Kansasi Egyetem játékosa volt, ahol kezdő volt abban a csapatban, ami 2022-ben megnyerte az NCAA bajnoki címet, fontos szerepet játszott az utolsó pár percben, ami bebiztosította a győzelmet Kansasnek.
A 2022-es NBA-draft során a 21. választással választotta ki a Denver Nuggets.

## Pályafutása

### Denver Nuggets (2022–napjainkig)
A 2022-es NBA-draft során a 21. választással választotta ki a Denver Nuggets. 2022. július 3-án írta alá szerződését.

## Statisztika

### Egyetem
| Év        | Csapat          | JM  | KM | JP/M | MG%  | 3P%  | BD%  | LP/M | GP/M | L/M | B/M | P/M  |
| --------- | --------------- | --- | -- | ---- | ---- | ---- | ---- | ---- | ---- | --- | --- | ---- |
| 2019–2020 | Kansas Jayhawks | 31  | 5  | 18,4 | .431 | .444 | .731 | 2,9  | 0,5  | 0,7 | 0,2 | 5,3  |
| 2020–2021 | Kansas Jayhawks | 30  | 30 | 31,2 | .380 | .340 | .786 | 5,2  | 1,9  | 1,2 | 0,4 | 9,7  |
| 2021–2022 | Kansas Jayhawks | 40  | 39 | 34,4 | .495 | .386 | .733 | 6,5  | 2,8  | 1,0 | 0,8 | 14,1 |
| Karrier   | Karrier         | 101 | 74 | 28,5 | .449 | .378 | .749 | 5,0  | 1,8  | 1,0 | 0,5 | 10,1 |

### NBA

#### Alapszakasz
| Év        | Csapat         | JM  | KM | JP/M | MG%  | 3P%  | BD%  | LP/M | GP/M | L/M | B/M | P/M  |
| --------- | -------------- | --- | -- | ---- | ---- | ---- | ---- | ---- | ---- | --- | --- | ---- |
| 2022–2023 | Denver Nuggets | 76  | 6  | 15,5 | .495 | .354 | .625 | 2,4  | 0,8  | 0,5 | 0,2 | 4,7  |
| 2023–2024 | Denver Nuggets | 82  | 4  | 20,2 | .460 | .384 | .694 | 3,7  | 1,6  | 0,5 | 0,4 | 7,3  |
| 2024–2025 | Denver Nuggets | 79  | 77 | 33,9 | .580 | .397 | .827 | 5,2  | 2,6  | 1,1 | 0,5 | 15,4 |
| Karrier   | Karrier        | 237 | 87 | 23,3 | .528 | .384 | .752 | 3,8  | 1,7  | 0,7 | 0,4 | 9,2  |

#### Rájátszás
| Év      | Csapat         | JM | KM | JP/M | MG%  | 3P%  | BD%  | LP/M | GP/M | L/M | B/M | P/M |
| ------- | -------------- | -- | -- | ---- | ---- | ---- | ---- | ---- | ---- | --- | --- | --- |
| 2023†   | Denver Nuggets | 19 | 0  | 13,0 | .458 | .200 | .579 | 2,1  | 0,6  | 0,6 | 0,2 | 3,2 |
| 2024    | Denver Nuggets | 12 | 0  | 17,0 | .426 | .222 | .688 | 2,7  | 0,8  | 0,2 | 0,4 | 5,1 |
| Karrier | Karrier        | 31 | 0  | 14,5 | .475 | .214 | .629 | 2,3  | 0,6  | 0,4 | 0,3 | 3,9 |